# 양양 선림원지 홍각선사탑비
양양 선림원지 홍각선사탑비(襄陽 禪林院址 弘覺禪師塔碑)은 대한민국 강원특별자치도 양양군 서면 황이리에 있는 선림원터에 세워진 석등으로, 886년에 세워진 홍각선사의 탑비로 비문의 파편은 국립춘천박물관에 소장되어 있으며 2008년에 비신을 추가하여 새로 복원하였다. 1966년 9월 21일 대한민국의 보물 제446호로 지정되었다.

## 개요
홍각선사의 공로를 기리기 위한 탑비이다. 선림원터에 있으며, 통일신라 정강왕 원년(886)에 세워진 것으로 추정된다. 탑비는 일반적으로 비받침인 거북머리의 귀부(龜趺)와 비몸, 비머리돌로 구성되는데 이 비는 비받침 위에 바로 비머리가 올려져있다. 비문이 새겨지는 비몸은 파편만 남아 국립춘천박물관에 소장되어 있으며 귀부와 이수만 남아 있던 것을 2008년에 비신을 새로 복원하여 현재의 모습을 되찾게 되었다.
비받침의 거북은 목을 곧추세운 용의 머리모양으로 바뀌어있고, 등에는 6각형의 무늬가 있다. 등에 붙어 있는 네모난 돌은 비몸을 세우는 자리로 연꽃무늬와 구름무늬가 새겨 있다. 비머리에는 전체적으로 구름과 용이 사실적으로 조각되었고, 중앙에 비의 주인공이 홍각선사임을 밝히는 글씨가 있다.
홍각선사에 대해서는 자세히 전하지 않으나 비의 파편과 『대동금석서(大東金石書)』에 의하면, 경서에 해박하고 수양이 깊어 따르는 사람들이 많았다고 한다. 비문은 운철이 왕희지의 글씨를 다른 곳에서 모아 새긴 것인데 신라 후기에 왕희지의 글씨가 보급되었음을 보여주는 좋은 자료이다.

## 현지 안내문

### 한글 설명
양양 선림원지 홍각선사탑비
襄陽 禪林院址 弘覺禪師塔碑
보물 제446호
양양 선림원지 홍각선사탑비는 홍각선사의 공로를 기리기 위한 탑비로, 통일 신라 정강왕 원년(886)에 세워진 것으로 추정된다. 남아 있는 비석의 파편과 ?대동금석서(大東金石書)?에 따르면, 홍각선사는 경서를 잘 알고 수양에 힘써 따르는 사람이 많았다고 한다.
일반적으로 탑비는 비석 받침인 거북 모양의 귀부(龜趺)와 비문을 새기는 비석의 몸체, 그 위에 얹는 비석의 머릿돌로 구성된다. 이 탑비는 귀부와 머릿돌만 온전히 남아 있고 몸체는 파편만 남아 있었는데, 2008년에 몸체를 복원했다. 원래 몸체의 파편은 현재 국립춘천박물관에 있으며 파편에는 운철이 왕희지의 글씨를 모아 새긴 비문 일부가 남아 있다. 이 비문은 신라 후기에 왕희지의 글씨가 보급되었음을 보여 주는 좋은 자료이다.
받침의 거북은 등에 육각형의 무늬가 있는데, 머리는 거북 대신 용이 목을 꼿꼿이 세운 모습으로 바꾸어 조각했다. 등에 붙어 있는 네모난 돌은 몸체를 세우는 자리로 연꽃무늬와 구름무늬가 새겨 있다. 머릿돌에는 전체적으로 구름과 용이 사실적으로 조각되어 있고, 중앙에는 비의 주인공이 홍각선사임을 밝히는 글씨가 있다.

### 영문 설명
Stele of Master Honggak at Seollimwon Temple Site, Yangyang
Treasure No. 446
This stele was erected to honor the life and achievements of Master Honggak (814-880), an eminent Buddhist monk of the Unified Silla period (668-935). Originally, only the pedestal and capstone were found intact at this temple site, while the body stone was found in fragments. In 2008, the stele was reassembled with the newly made body stone.
Born in Silla’s capital, today’s Gyeongju, Honggak is said to have mastered the fields of history and Confucian texts when he was young. After he became a monk in 830, he traveled Buddhist temples and sacred mountains across the country to visit and listen to esteemed Buddhist patriarchs. It is said that he stayed at a temple named Eokseongsa in Seoraksan Mountain and oversaw a large-scale expansion of the temple. It is presumed by some historians that Seollimwon Temple Site is the location of Eokseongsa Temple.
The stele is presumed to have been erected in 886. At the center of the capstone is a square bearing the name “Stele of Master Honggak,” which is surrounded by dragons and cloud designs.
The original body stone fragments are now housed at Chuncheon National Museum. The characters carved on the stele are copies of calligraphy by Wang Xizhi (303-361), a renowned Chinese calligrapher.

## 같이 보기
- 양양 선림원지 삼층석탑
- 양양 선림원지 승탑
- 양양 선림원지 석등

## 갤러리

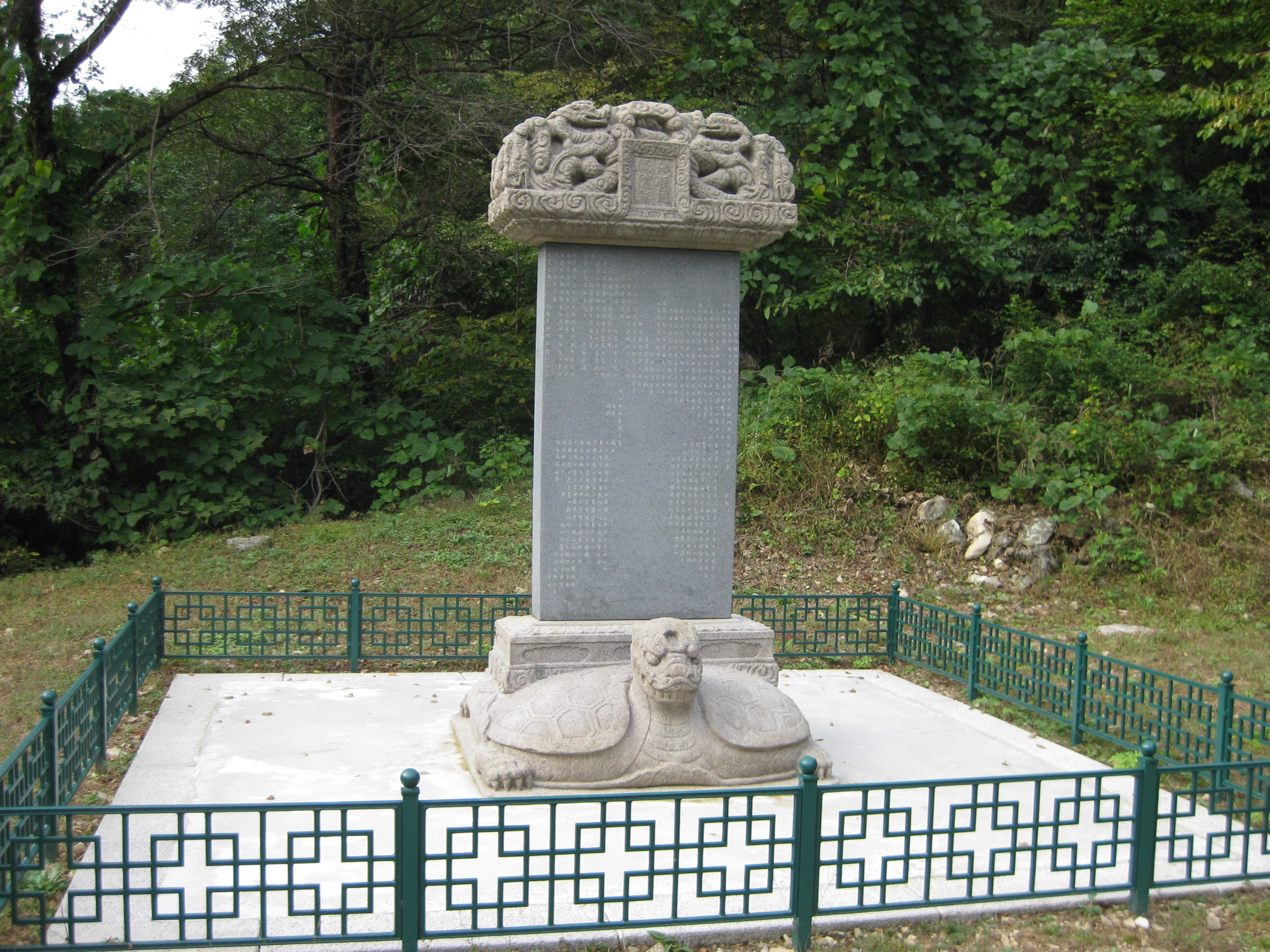
2008년 비신 복원